# Intencions cruels 3
Intencions cruels 3 (Cruel Intentions 3) és una pel·lícula estatunidenca dirigida per Scott Ziehl i estrenada directament en vídeo l'any 2004. Ha estat doblada al català.
És el tercer i últim film d'una trilogia començada l'any 1999 amb el film Intencions perverses de Roger Kumble i que s'inspira en la novel·la  Les amistats perilloses de l'escriptor francès Choderlos de Laclos. Es tracta d'un spin-off, escenificant nous personatges.

## Argument
Cassidy Merteuil, la cosina de la manipuladora Kathryn Merteuil, és una bonica estudiant de la universitat de Santa Barbara. Es converteix en el blanc d'un pla entre dos estudiants, Jason Argyle i Patrick Bates, que volen intentar destruir la relació de Cassidy amb un príncep britànic.
Quan Cassidy descobreix el seu pla, és primer vexada però es revela ràpidament tan manipuladora com la seva cosina. Decideix posar els dos joves a competir: Jason ha de seduir Sheila que és en una relació seriosa amb Michael, mentre que Patrick ha de seduir Alison que està ja promesa.

## Repartiment
- Kerr Smith: Jason Argyle
- Kristina Anapau: Cassidy Merteuil
- Nathan Wetherington: Patrick Bates
- Melissa Yvonne Lewis: Alison Lebray
- Natalie Ramsey: Sheila Wright
- Tom Parker: Michael Cattrall
- Charlie Weber: Brent Patterson
- Michael Pemberton: Christopher Newborn
- Tara Carroll: Valeria Caldas